# Krön
Krön, im 19. Jahrhundert auch Gren, ist eine Ortschaft in der Gemeinde Gurk im Bezirk Sankt Veit an der Glan in Kärnten (Österreich). Die Ortschaft hat 8 Einwohner (Stand 1. Jänner 2024).

## Lage
Die Ortschaft liegt sonnseitig hoch über dem Wimitztal, unterhalb des die Wasserscheide zum Gurktal bildenden Debriacherkopfs, etwa ½ bis 1 ½ km westlich des Pfarrorts Pisweg, auf dem Gebiet der Katastralgemeinde Pisweg. Entlang der von Pisweg nach Westen, in Richtung Weitensfeld, verlaufenden Oberortstraße liegen auf einer Höhe von etwa 1000 m von Ost nach West, in einem Abstand von jeweils etwa ½ km, die Höfe Fischer (Haus Nr. 4), Krennhube/Krön (Nr. 2) und das Haus Nr. 5. Südöstlich unterhalb der Krennhube befindet sich die Pogonzkeusche (Nr. 6).

## Geschichte
Ein um 1170 in Verbindung mit einer Schenkung an das Stift Admont genanntes Chronke könnte sich auf Krön beziehen. Der Ortsname könnte sich aus dem Slawischen (Hromiče, bedeutet Hinkerdorf) herleiten.
Auf dem Gebiet der Steuergemeinde Pisweg gelegen, kam Krön bei Gründung der Ortsgemeinden Mitte des 19. Jahrhunderts an die Gemeinde Pisweg. Seit deren Auflösung im Zuge der Gemeindestrukturreform 1972/73 gehört die Ortschaft zur Gemeinde Gurk.

## Bevölkerungsentwicklung
Für die Ortschaft ermittelte man folgende Einwohnerzahlen:
- 1869: 8 Häuser, 44 Einwohner[4]
- 1880: 6 Häuser, 41 Einwohner[5]
- 1890: 6 Häuser, 45 Einwohner[6]
- 1900: 5 Häuser, 48 Einwohner[7]
- 1910: 6 Häuser, 31 Einwohner[8]
- 1923: 6 Häuser, 29 Einwohner[9]
- 1934: 33 Einwohner[10]
- 1961: 4 Häuser, 22 Einwohner[11]
- 2001: 4 Gebäude (davon 3 mit Hauptwohnsitz) mit 4 Wohnungen; 13 Einwohner und 1 Nebenwohnsitzfall; 3 Haushalte; 0 Arbeitsstätten, 2 land- und forstwirtschaftliche Betriebe[12]
- 2011: 5 Gebäude, 10 Einwohner, 3 Haushalte, 0 Arbeitsstätten[13]
- 2021: 5 Gebäude, 9 Einwohner, 4 Haushalte, 3 Arbeitsstätten[14]